# Coeliodes nigritarsis
Coeliodes nigritarsis är en skalbaggsart som beskrevs av Hartmann 1895. Coeliodes nigritarsis ingår i släktet Coeliodes, och familjen vivlar. Arten är reproducerande i Sverige.